# Vincenzo Albanese
Pour les articles homonymes, voir Albanese.
Vincenzo Albanese (né le 12 novembre 1996 à Oliveto Citra) est un coureur cycliste italien.

## Biographie
Chez les juniors (moins de 19 ans), Vincenzo Albanese termine notamment deuxième du Trofeo San Rocco et cinquième des championnats d'Italie en 2014. La même année, il est sélectionné en équipe nationale pour les championnats d'Europe et les championnats du monde. 
Il fait ses débuts espoirs en 2015 au sein de l'équipe Mastromarco Sensi Dover. En 2016, il s'illustre à vingt ans en obtenant de nombreuses victoires, notamment dans des courses du calendrier de l'UCI. Avec sa sélection nationale, il remporte la première étape et le classement par points du Tour de l'Avenir, mais également le Trophée Matteotti, où il devance plusieurs coureurs professionnels. 
Il devient coureur professionnel en 2017 au sein de l'équipe Bardiani CSF.
En préparation de la saison 2023, il chute durant le mois de janvier. Il reprend la compétition en avril à l'occasion du Tour de Sicile.
Albanese s'engage pour 2024 avec Arkéa-B&B Hotels.

## Palmarès
- 2013
  - 2e de la Coppa Giulio Burci
  - 3e du championnat d'Italie d'omnium juniors
- 2014
  - 2e du Trofeo San Rocco
- 2015
  - Trofeo Tosco-Umbro
  - Trophée Alvaro Bacci
  - 2e de La Bolghera
  - 2e du Gran Premio Industria del Cuoio e delle Pelli
- 2016
  - Trophée Edil C
  - Gran Premio della Liberazione
  - Trophée Tempestini Ledo
  - 1re étape du Tour de Haute-Autriche
  - Trophée Matteotti
  - Circuito Valle del Resco
  - Ruota d'Oro
  - 1re étape du Tour de l'Avenir
  - 2e de Florence-Empoli
  - 2e du Grand Prix de la ville de Pontedera
  - 2e du championnat d'Italie sur route espoirs
  - 7e du championnat d'Europe sur route espoirs
- 2017
  - 5e du championnat du monde sur route espoirs
- 2021
  - 2e du Mémorial Marco Pantani
- 2022
  - 4e étape du Tour du Limousin
  - 3e du Trofeo Calvià
- 2023
  - 2e de la Coppa Bernocchi
  - 3e du Tour de Sicile
- 2024
  - 2e du Tour des Alpes-Maritimes
  - 2e de la Classique d'Ordizia
  - 3e du Mémorial Marco Pantani
  - 8e de l'E3 Saxo Bank Classic
- 2025
  - 2e étape du Tour de Suisse
  - 8e du Circuit Het Nieuwsblad

## Résultats sur les grands tours

### Tour de France
1 participation 
- 2025 : 114e

### Tour d'Italie
4 participations
- 2017 : non-partant (16e étape)
- 2021 : 75e
- 2022 : 68e
- 2023 : 70e

## Classements mondiaux
| Année                                 | 2015 | 2016 | 2017  | 2018  | 2019  | 2020 | 2021 | 2022 | 2023 | 2024 |
| ------------------------------------- | ---- | ---- | ----- | ----- | ----- | ---- | ---- | ---- | ---- | ---- |
| Classement mondial                    |      | 245e | 720e  | 1570e | 2118e | 600e | 228e | 125e | 126e | 98e  |
| UCI Europe Tour                       | 962e | 106e | 1382e | 1006e | 1383e | 486e | 195e | 103e | nc   | 79e  |
|                                       |      |      |       |       |       |      |      |      |      |      |
| Légende : nc = non classéSource : UCI |      |      |       |       |       |      |      |      |      |      |

## Distinctions
- Mémorial Gastone Nencini (révélation italienne de l'année) : 2017